# Vuelta a Colombia 1971
La 21.ª edición de la Vuelta a Colombia tuvo lugar entre el 28 de abril y el 9 de mayo de 1971. El bogotano Álvaro Pachón Morales del equipo Singer Cundinamarca se coronó campeón con un tiempo de 44 h, 33 min y 19 s.

## Equipos participantes[1]
| Equipo                              | Categoría  |
| ----------------------------------- | ---------- |
| Antioquia A                         | Aficionado |
| Antioquia B                         | Aficionado |
| Boyacá                              | Aficionado |
| Café Águila Roja                    | Aficionado |
| Caldas                              | Aficionado |
| Cundinamarca                        | Aficionado |
| Distrito A                          | Aficionado |
| Distrito B                          | Aficionado |
| Distrito C                          | Aficionado |
| Edis Cundinamarca                   | Aficionado |
| Electrolux Cundinamarca             | Aficionado |
| Mixto Antioquia-Córdoba             | Aficionado |
| Mixto Santander-Cundinamarca-Nariño | Aficionado |
| Pierce Cundinamarca                 | Aficionado |
| Risaralda X Juegos Nacionales       | Aficionado |
| Singer Cundinamarca                 | Aficionado |
| Telecom Distrito                    | Aficionado |
| Telecom-Mixto Tolima                | Aficionado |
| Valle                               | Aficionado |

## Etapas
| Etapa      | Fecha       | Recorrido                         | Distancia (km)                    | Ganador                           | Líder                             |                                   |
| ---------- | ----------- | --------------------------------- | --------------------------------- | --------------------------------- | --------------------------------- | --------------------------------- |
| 1.ª etapa  | 28 de abril | Bogotá - Honda                    | 149                               | Álvaro Pachón Morales             | Álvaro Pachón Morales             |                                   |
| 2.ª etapa  | 29 de abril | Honda - Fresno                    | 46                                | Miguel Samacá                     | Álvaro Pachón Morales             |                                   |
| 3.ª etapa  | 30 de abril | Fresno - Manizales                | 92                                | Álvaro Pachón Morales             | Álvaro Pachón Morales             |                                   |
| 4.ª etapa  | 1 de mayo   | Manizales - Riosucio              | 163                               | Carlos Montoya Arias              | Álvaro Pachón Morales             |                                   |
| 5.ª etapa  | 2 de mayo   | Riosucio - Medellín               | 154                               | Álvaro Pachón Morales             | Álvaro Pachón Morales             |                                   |
| 6.ª etapa  | 3 de mayo   | Medellín - Supía                  | 141                               | Alberto Duarte Bernal             | Álvaro Pachón Morales             |                                   |
|            | 3 de mayo   | Neutralización de Supía a Pereira | Neutralización de Supía a Pereira | Neutralización de Supía a Pereira | Neutralización de Supía a Pereira | Neutralización de Supía a Pereira |
| 7.ª etapa  | 4 de mayo   | Pereira - Cali                    | 213                               | Carlos Montoya Arias              | Álvaro Pachón Morales             |                                   |
| 8.ª etapa  | 5 de mayo   | Circuito Juegos Panamericanos     | 196                               | Jairo Grijalba                    | Álvaro Pachón Morales             |                                   |
| 9.ª etapa  | 6 de mayo   | Cali - Cartago                    | 187                               | José Ramón Garcés                 | Álvaro Pachón Morales             |                                   |
| 10.ª etapa | 7 de mayo   | Cartago - Pereira                 | 26 (CRI)                          | Pedro Julio Sánchez               | Álvaro Pachón Morales             |                                   |
| 11.ª etapa | 7 de mayo   | Pereira - Armenia                 | 49                                | Martín "Cochise" Rodríguez        | Álvaro Pachón Morales             |                                   |
| 12.ª etapa | 8 de mayo   | Armenia - Ibagué                  | 86                                | Óscar González                    | Álvaro Pachón Morales             |                                   |
| 13.ª etapa | 9 de mayo   | Ibagué - Bogotá                   | 197                               | Álvaro Pachón Morales             | Álvaro Pachón Morales             |                                   |

## Clasificaciones finales

### Clasificación general
Los diez primeros en la clasificación general final fueron:
| Clasificación general |                       |                      |                  |
| Ciclista              | Ciclista              | Equipo               | Tiempo           |
| --------------------- | --------------------- | -------------------- | ---------------- |
| 1.º                   | Álvaro Pachón Morales | Singer Cundinamarca  | 44 h 33 min 19 s |
| 2.º                   | Miguel Samacá         | Pierce Cundinamarca  | + 1 min 17 s     |
| 3.º                   | Rafael Antonio Niño   | Singer Cundinamarca  | + 4 min 05 s     |
| 4.º                   | Carlos Montoya Arias  | Café Águila Roja     | + 12 min 20 s    |
| 5.º                   | Carlos Campaña        | Telecom-Mixto Tolima | + 14 min 59 s    |
| 6.º                   | José Fabio Acevedo    | Pierce Cundinamarca  | + 15 min 37 s    |
| 7.º                   | Juan de Dios Morales  | Edis Cundinamarca    | + 19 min 33 s    |
| 8.º                   | Óscar González        | Antioquia B          | + 25 min 07 s    |
| 9.º                   | Pedro Julio Sánchez   | Telecom Distrito     | + 26 min 51 s    |
| 10.º                  | Luis Alfonso Reateguí | Café Águila Roja     | + 27 min 17 s    |

### Clasificación de la montaña
| Clasificación de la montaña |                       |                                     |        |
| Ciclista                    | Ciclista              | Equipo                              | Puntos |
| --------------------------- | --------------------- | ----------------------------------- | ------ |
| 1.º                         | Óscar González        | Antioquia B                         | 45     |
| 2.º                         | Rafael Antonio Niño   | Singer Cundinamarca                 | 35     |
| 3.º                         | Alberto Duarte Bernal | Mixto Santander-Cundinamarca-Nariño | 25     |

### Clasificación de las metas volantes
| Clasificación de las metas volantes |                   |                  |        |
| Ciclista                            | Ciclista          | Equipo           | Puntos |
| ----------------------------------- | ----------------- | ---------------- | ------ |
| 1.º                                 | José Ramón Garcés | Valle            | 115    |
| 2.º                                 | Rúber Sanmartin   | Café Águila Roja | 70     |
| 3.º                                 | Avelino Ortega    | Café Águila Roja | 60     |

### Clasificación de los novatos
| Clasificación de los novatos |                    |                      |                  |
| Ciclista                     | Ciclista           | Equipo               | Tiempo           |
| ---------------------------- | ------------------ | -------------------- | ---------------- |
| 1.º                          | Carlos Campaña     | Telecom Distrito     | 44 h 48 min 18 s |
| 2.º                          | Fernando Echeverri | Caldas               | ND               |
| 3.º                          | Salustio Ramos     | Telecom-Mixto Tolima | ND               |

### Clasificación por equipos
| Clasificación por equipos |                     |                   |
| Equipo                    | Equipo              | Tiempo            |
| ------------------------- | ------------------- | ----------------- |
| 1.º                       | Singer Cundinamarca | 134 h 17 min 54 s |
| 2.º                       | Pierce Cundinamarca | + 16 min 31 s     |
| 3.º                       | Café Águila Roja    | + 1 h 26 min 31 s |